# Ovanåkermästaren

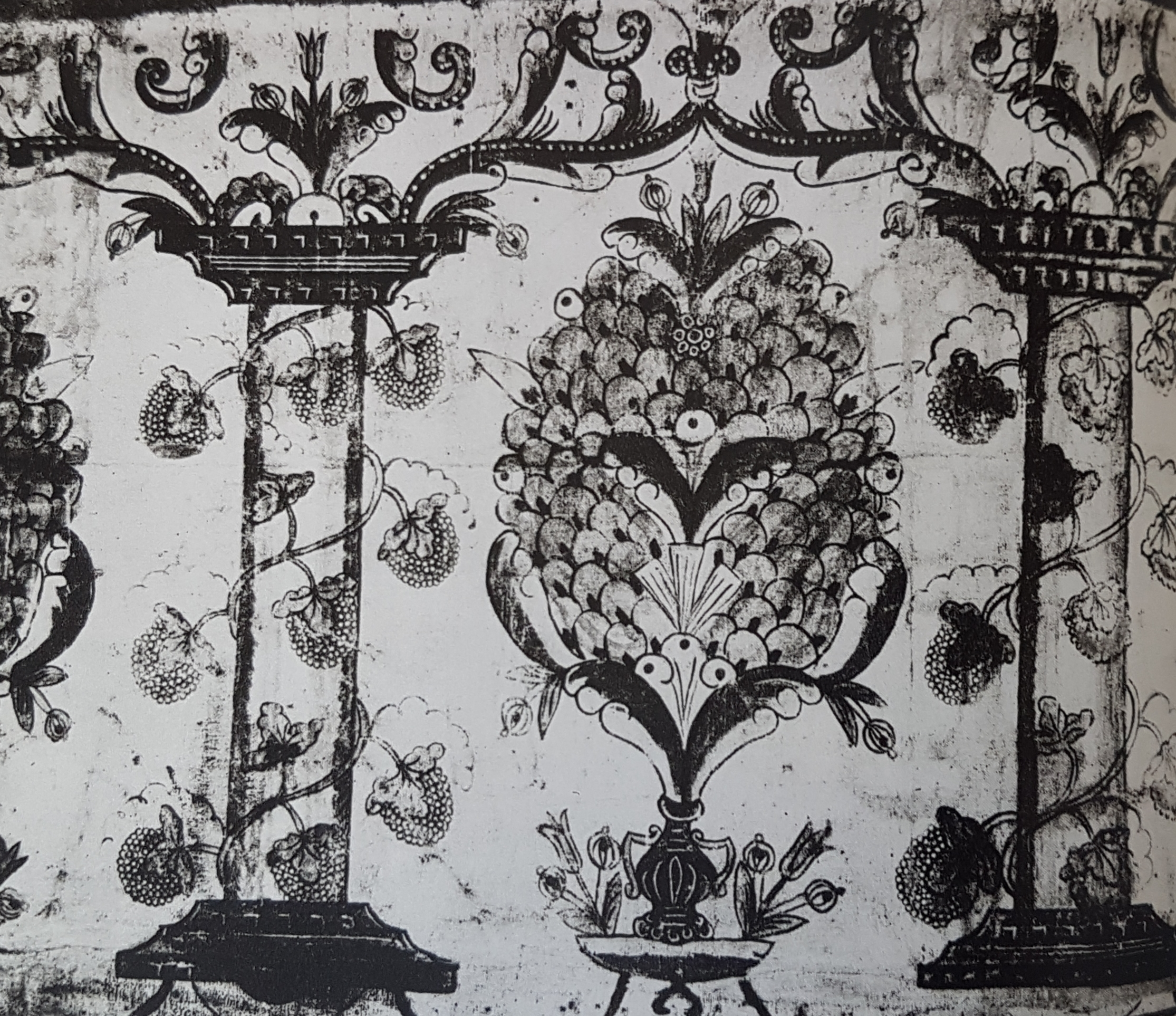

Ovanåkermästaren var en svensk allmogemålare verksam under 1700-talets senare hälft.
Man har antagit att Ovanåkermästaren är identisk med Jonas Eriksson (1730–1806) som var husman och målare i Edsbyn. Med konstnärlig talang och fint hantverk har han dekorerat ett flertal bondgårdars tak och väggar med akantuskrokusar, blomsterknippen och bladkransar. Han avdelade ibland väggytorna med kraftiga pelare som var omvirade med klasar och mellan dem stora blombuketter.